# Jean Lesieur
Jean Lesieur war ein französischer Segler.

## Erfolge
Jean Lesieur wurde 1928 in Amsterdam bei den Olympischen Spielen in der 8-Meter-Klasse Olympiasieger. Er war Crewmitglied der L’Aile VI, die in sieben Wettfahrten drei Siege einfuhr und damit vor dem niederländischen und dem schwedischen Boot mit je zwei Siegen den ersten Platz belegte. Zur Crew der L’Aile VI gehörten außerdem André Derrien, Virginie Hériot, André Lesauvage und Carl de la Sablière, Skipper des Bootes war Donatien Bouché.